# Zappada
Das Zappada war ein Flächenmaß auf den Ionischen Inseln, wie Korfu und Zante.
Das Maß wurde zum Vermessen von Weinbergen genutzt. 
- 3 Zappada = 1 Misura =  1 Tagwerk
- 1 Zappada = 800 Geviert-Ellen = 3615 Pariser Geviertfuß = 381 ⅓ Quadratmeter